# Julien Tournut
Julien Tournut (Nancy, 2 juli 1982) is een Frans voetballer die bij voorkeur als centrale verdediger speelt. Sinds 1 juli 2014 speelt hij geen voetbal op het hoogste niveau meer.
Tournut begon te voetballen bij de plaatselijke voetbalploeg AS Nancy waar hij zijn grote doorbraak in 2001 kende. Na 4 jaar Nancy vertrok de Fransman naar Zwitserland om bij Yverdon-Sport FC te gaan spelen wat echter geen succes werd. Tournut trok terug naar Frankrijk om Duinkerke te gaan versterken, daar speelde hij 22 wedstrijden. In mei 2007 vertrok de sterke centrale verdediger naar RS Waasland. In Juli 2009 vertrok hij naar Lierse. Door een zware blessure kwam hij amper aan spelen toe.  In januari 2011 vertrok Tournut terug naar KVRS Waasland - SK Beveren.

## Statistieken
| seizoen                         | club                 | land        | competitie         | wed | goals |
| ------------------------------- | -------------------- | ----------- | ------------------ | --- | ----- |
| 2001/05                         | AS Nancy             | Frankrijk   | Ligue 2            | 72  | 2     |
| 2005/06                         | Yverdon-Sport FC     | Zwitserland | Axpo Super League  | 4   | 0     |
| 2006/07                         | USL Dunkerque        | Frankrijk   | CFA A              | 22  | 0     |
| 2007/08                         | KV Red Star Waasland | België      | Exqi League        | 27  | 0     |
| 2008/09                         | KV Red Star Waasland | België      | Exqi League        | 31  | 2     |
| 2009/10                         | K. Lierse SK         | België      | Exqi League        | 3   | 0     |
| 2010/11                         | K. Lierse SK         | België      | Jupiler Pro League | 0   | 0     |
| 2010/11                         | Waasland-Beveren     | België      | Exqi League        | 6   | 1     |
| 2011/12                         | F91 Dudelange        | Luxemburg   | Nationaldivisioun  | 18  | 1     |
| 2012/13                         | F91 Dudelange        | Luxemburg   | Nationaldivisioun  | 2   | 0     |
| Totaal                          | Totaal               | Totaal      | Totaal             | 185 | 6     |
| Laatst bijgewerkt 16 april 2015 |                      |             |                    |     |       |